# Squaxin
Els squaxin o squaxon són una tribu índia de parla salish i repartits a la costa septentrional de l'estat de Washington. Es divideix en les subtribus Noo-Seh-Chatl de Henderson Inlet, Steh Chass a Budd Inlet, Squi-Aitl d'Eld Inlet, Sawamish/T'Peeksin de Totten Inlet, Sa-Heh-Wa-Mish d'Hammersley Inlet, Squawksin de Case Inlet, i S'Hotle-Ma-Mish de Carr Inlet.
La seva llengua tenia 32 parlants el 1937 i 98 el 1909. Segons el cens dels EUA del 2000 hi havia 746 individus censats, però a la seva reserva, segons dades de la BIA el 1995, només hi havia 579 individus censats. Els seus costums i trets històrics són similars als de les altres tribus del Puget Sound (klallam, duwamish-suquamish, puyallup, nisqually, quinault) i foren internats en la seva reserva al comtat de Mason (Washington) el 1855. El 1880 un membre de la tribu, John Slocum i la seva esposa Squ-sacht-un fundarien a Puget Sound l'Indian Shaker Religion, de manera que el 6 d'octubre del 1892 signarien una carta en defensa de la religió índia. Actualment, aquesta és la religió nadiua ameríndia més estesa a la zona de Washington i Oregon.

## Refefències
1. ↑  Krise, Charlene. A People's History of Our Seven Inlets: Steh-Chass (en anglès).  Squaxin Island Tribe, 2018.
2. ↑  Ruby, Robert H.; Brown, John A.; Collins, Cary C. A Guide to the Indian Tribes of the Pacific Northwest (en anglès).  University of Oklahoma Press, 2013-02-27. ISBN 978-0-8061-8952-9.